# John Thorbjarnarson
John Bjorn Thorbjarnarson (Aussprache: /thorb-YAR-nar-son/; * 23. März 1957 in Boston, Massachusetts; † 14. Februar 2010, nach anderen Quellen am 15. Februar 2010 in Neu-Delhi, Indien), manchmal auch als John B. Thorbjarnarson zitiert,  war ein US-amerikanischer Reptilienökologe, der sich für den weltweiten Schutz von Krokodilen engagierte. Seine Forschungsprojekte reichten vom internationalen Handel mit Krokodilhäuten über die Untersuchung von Krokodilmumien in den ägyptischen Pyramiden und die Untersuchung der DNA von Alligatoren bis hin zur Zählung von Krokodilen in Haiti.

## Leben
Thorbjarnarson war der Sohn von Bjorn und Margaret Thorbjarnarson. Sein Vater war ein isländischer Einwanderer, seine Mutter Kanadierin. Er wuchs im Norden New Jerseys, in der Nähe von Norwood, westlich von New York City, auf, wo er in einem Moor gleich hinter dem Haus der Familie Frösche und Schlangen gesammelt hatte. Im Alter von 13 Jahren erweckte eine Fernsehsendung über Alligatoren in den Everglades sein Interesse an Krokodilen. 1979 erlangte Thorbjarnarson den Bachelor of Arts an der Cornell University in Ithaca, New York. Anschließend wechselte er an die University of Florida in Gainesville, wo er 1984 mit der Arbeit Status and ecology of the American crocodile in Haiti zum Master of Science graduierte und 1991 mit der Dissertation Ecology and behavior of the spectacled caiman (Caiman crocodilus) in the central Venezuelan llanos zum Ph.D. promoviert wurde. Beide Arbeiten, die sich zum einen mit dem Spitzkrokodil (Crocodylus acutus) auf Hispaniola und zum anderen mit dem Brillenkaiman (Caiman crocodilus) in Venezuela befassten, wurden von F. Wayne King betreut. 
Seine Erfahrungen während seiner Studienzeit bildeten die Grundlage für Thorbjarnarsons künftigen Arbeiten zur Biologie und zum Schutz von Krokodilen. Seine Feldforschung wurde vom Animal Research and Conservation Center (später Wildlife Conservation International) der New York Zoological Society finanziert, die den Bronx Zoo betreibt; die Gesellschaft wurde später in Wildlife Conservation Society (WCS) umbenannt. Nach seiner Promotion finanzierte die Gesellschaft weiterhin seine Feldforschung, und 1993 zog er als ständiger Mitarbeiter der Gesellschaft nach New York City, obwohl er weiterhin die meiste Zeit mit WCS-Projekten in der Neotropis verbrachte. 
Im Jahr 2001 kehrte Thorbjarnarson nach Gainesville zurück, das zu seinem Hauptquartier wurde. Zu diesem Zeitpunkt war seine Feldarbeit bereits global, und als leitender Naturschutzzoologe der WCS wurde er mit den internationalen Bemühungen der Gesellschaft zur Erhaltung von Reptilien betraut. Er konzentrierte sich auf Krokodile und Schildkröten in Zentralafrika, China, Kuba und Südostasien. Im Jahr 2004 verlieh ihm die Weltnaturschutzunion den Castillo-Preis für seine „vielfältigen und langfristigen Bemühungen um den weltweiten Schutz der Krokodile.“ Anfang 2010 hatte er Stumpfkrokodile (Osteolaemus tetraspis) in Uganda studiert, bevor er nach Neu-Delhi reiste, um einen Vortrag am Wildlife Institute of India zu halten. Nach Abschluss seines Referats wurde er in seinem Hotelzimmer bewusstlos und wurde in ein nahe gelegenes Krankenhaus gebracht. Er hatte sich mit einem schweren Fall von Falciparum-Malaria, der gefährlichsten Form der Malaria, angesteckt, wahrscheinlich auf seiner letzten Reise nach Uganda. Er starb am 14. Februar 2010 im Alter von 52 Jahren Krankenhaus an Herzversagen. 
Schon während seines Studiums interessierte sich Thorbjarnarson für den Zustand und die Erhaltung der Krokodil-Populationen. Nahezu alle seine Veröffentlichungen über Reptilien (etwa 30 Titel im Zeitraum zwischen 1987 und 2011) umfassen in unterschiedlicher Weise Aspekte deren Erhaltung. Zu seinen Schriften zählen Beiträge über den China-Alligator (Alligator sinensis), dem Orinoko-Krokodil (Crocodylus intermedius) in Venezuela, dem Beulenkrokodil (Crocodylus moreletii) in Belize, dem Leistenkrokodil (Crocodylus porosus) in Myanmar, dem Gangesgavial (Gavialis gangeticus) in Indien sowie dem Schwarzen Kaiman (Melanosuchus niger) in Amazonien. Bis kurz vor seinem Tod arbeitete er in Brasilien, Kambodscha, Kongo, Kuba, Laos, Mexiko und auf den Philippinen. Er untersuchte auch die jahreszeitlichen Wanderungen der Schienenschildkröte Podocnemis sextuberculata und das eigentümliche Paarungssystem der Großen Anakonda (Eunectes murinus), bei dem sich mehrere kleine Männchen mit einem einzigen großen Weibchen in einer „Brutkugel“ paaren, was bis zu sechs Wochen dauern kann. Thorbjarnarsons umfangreichste Veröffentlichung war ein Buch mit dem Titel The Chinese Alligator: Ecology, Behavior, Conservation, and Culture (2010, gemeinsam mit Xiao-ming Wang), das wenige Monate nach seinem Tod veröffentlicht wurde. Trotz der erfolgreichen Zucht dieser Art in Gefangenschaft, die erstmals von Mitarbeitern des Bronx Zoo in einem Naturschutzgebiet in Louisiana durchgeführt wurde, betrachtete Thorbjarnarson den China-Alligator als die vielleicht am stärksten gefährdete Art aller Krokodile, da praktisch kein natürlicher Lebensraum mehr vorhanden war. Die erste Arbeitssitzung der Crocodile Specialist Group (CSG) der IUCN fand im März 1971 im Bronx Zoo statt. Organisator vor Ort war F. Wayne King, der damalige Kurator für Herpetologie des Zoos, der 12 Spezialisten aus der ganzen Welt zusammenbrachte. 
In den zwischen 1971 und 1972 veröffentlichten Ergebnissen, die in zwei Bänden dokumentiert sind, wurde festgestellt, dass alle 23 Krokodilarten als „gefährdet, dezimiert oder in ihrem Bestand rückläufig“ betrachtet werden müssen. Der erste Aktionsplan, der 1978 erstellt wurde, umfasste 18 dringliche Projekte, von denen jedoch keines realisiert oder finanziert werden konnte. In den folgenden Sitzungen der CSG in den Jahren 1984 und 1986 wurden ähnliche Befunde präsentiert. Auf der Sitzung im Jahr 1988 wurde ein alternativer Ansatz verfolgt, und Thorbjarnarson, zu diesem Zeitpunkt Doktorand bei King, erhielt den Auftrag zur Entwicklung eines neuen Aktionsplans. Dieser Plan wurde 1992 veröffentlicht und stellte eine konzeptionelle Grundlage dar sowie Prioritäten für alle nachfolgenden Maßnahmen zum Schutz der Krokodilarten, einschließlich der von Thorbjarnarson initiierten Projekte. Infolge dieser koordinierten Anstrengungen konnte erreicht werden, dass zwei Drittel der weltweiten Krokodilarten nicht mehr als vom Aussterben bedroht gelten. Thorbjarnarson plädierte für einen integrativen Erhaltungsansatz, der fundierte Grundlagenstudien zur Ökologie und Reproduktionsbiologie mit gemeindebasierten Programmen kombinierte. Diese Programme zielten darauf ab, die lokale Bevölkerung zu sensibilisieren und einzubeziehen, um eine nachhaltige Nutzung der Krokodile zu ermöglichen.

## Dedikationsnamen

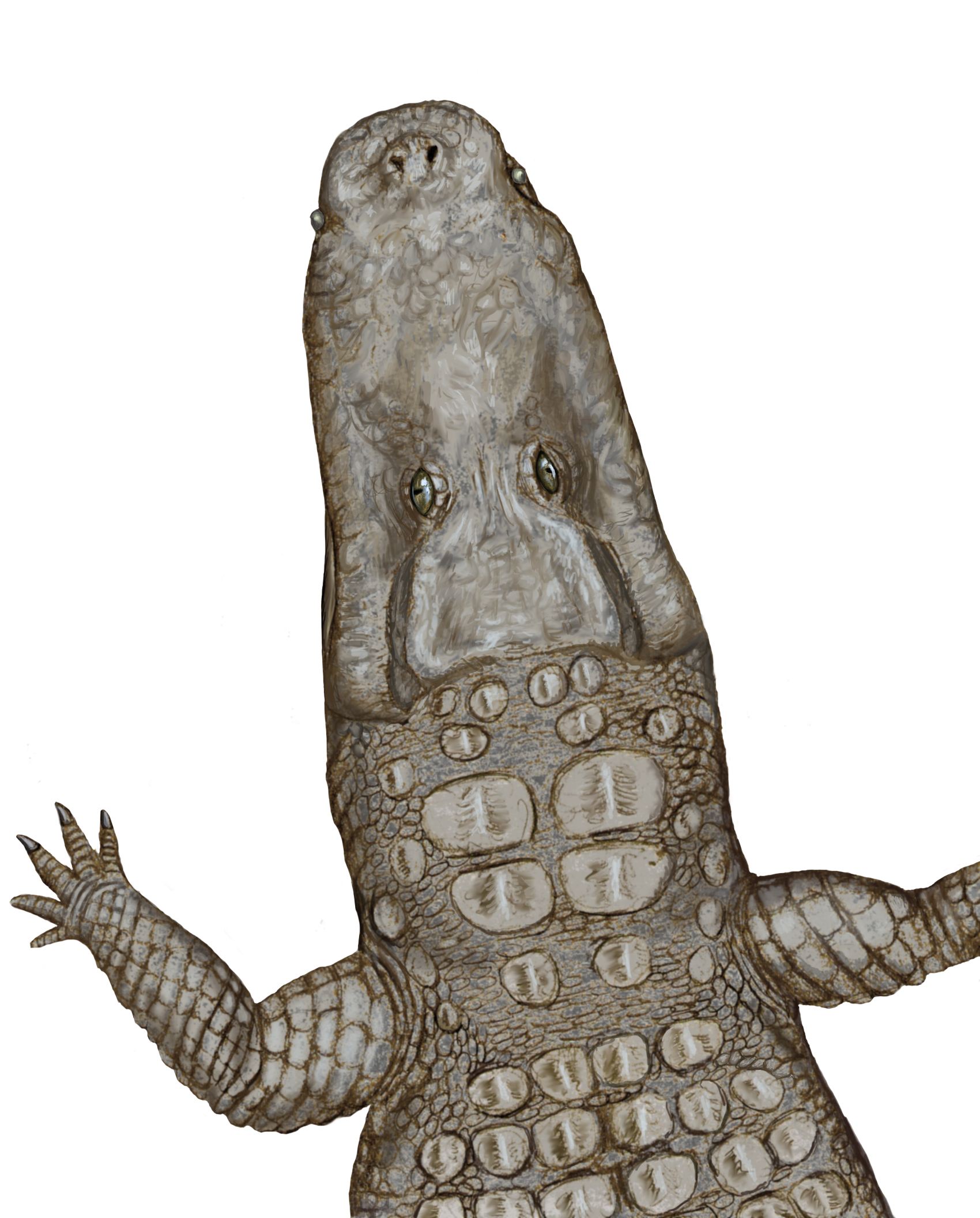
Das Urzeitkrokodil Crocodylus thorbjarnarsoni ist John Thorbjarnarson gewidmet

2012 ist nach John Thorbjarnarson ist die fossile Krokodilart Crocodylus thorbjarnarsoni benannt worden.